# Joan Mari Irigoien
Joan Mari Irigoien (Altza, 30 de setembre de 1948 - Sant Sebastià, 27 de maig de 2023) va ser un escriptor en èuscar basc.
Enginyer de professió. Va ser jugador de futbol i va residir dos anys a Venezuela. A més d'escriptor de llibres ha fet nombroses traduccions i adaptacions de pel·lícules per a Euskal Telebista.
Ha sigut guardonat en quatre ocasions amb el Premi de la Crítica de narrativa basca, per les seves obres Oilarraren promesa (1976), Poliedroaren hostoak (1982), Udazkenaren balkoitik (1987) i Babilonia (1989).

## Obres

### Novel·la
- Oilarraren promesa (1976, Gero)
- Poliedroaren hostoak (1983, Erein)
- Babilonia (1989, Elkar)
- Cosummatum est (1993, Elkar)
- Kalamidadeen liburua (1996, Elkar)
- Lur bat haratago (2000, Elkar)
- Ipuin batean bezala (2002, Elkar)
- Odolean neraman (2004, Elkar)
- Bestea da mundua (2008, Elkar)

### Poesia
- Hutsetik esperantzara (1975, GAK)
- Denborak ez zuen nora (1989, Elkar)
- Hautsa eta maitemina (1998, Elkar)
- Letra txikiaz bada ere (2002, Elkar)
- XX. mendeko poesia kaierak - Joan Mari Irigoien (2002, Susa): Koldo Izagirreren edizioa
- Biziminaren sonetoak (2004, Elkar)

### Literatura juvenil
- Bakarneren gaztelua (1986, Erein)
- Udazkenaren balkoitik (1987, Erein)
- Metak eta kometak (1994, Elkar)
- Apaiz zaharraren gitarra (1996, Elkar)
- Komunista.com (2005, Elkar)

### Biografia
- Lope Agirre (1979, Lur)